# P-fam
P-fam（ピーファム）は沖縄県読谷村出身の4人組ポップロックバンド。
観客と一緒にライブを作っていくP-POPという音楽ジャンルを確立。
ライブではバンド演奏だけでなくコメディ要素も含めたエンターテイメントを披露している。
メンバー全員が沖縄県立読谷高校出身の同級生。
所属事務所はハイスピードボーイズ。先輩アーティストにはGReeeeNなどが所属している。

## メンバー

### レン様（レンサマ、6月19日）
- ドラム担当。王子様のように顔が整っているため、「レン様」と呼ばれる。（諸説アリ）
- アメリカと日本のハーフでりょーちんが作詞した英語の添削なども行なっている。
- 旧メンバーのピーターが抜けた事により、ピーターが担当していた「シュールな画像ボケ」の担当を受け継いでいる。
- 高校体育教諭の免許を持っており、常に健康管理に気を使っている。
- P-famの中ではお母さん的存在。

### ともくん（トモクン、7月11日）
- ボーカル担当。メンバーからは「とーもー」と呼ばれている。
- P-famが販売するグッズやポスター、フライヤー等の全てのデザインを担当しており、メジャーアーティストのグッズ関連のデザインまでこなす。
- 食べ物や歴史について詳しく、博識である。
- P-famの中ではお父さん的存在。

### りょーちん（リョーチン、1月7日）
- ギターとボーカル担当。「りょーくん」か「りょーちん」か迷った末に、ともくんと被らないようにりょーちんと呼ばれることになった。
- P-famの楽曲の作詞・作曲を手がける。ライブではギターの他に、ピアノや三線も演奏する。
- 幼少期からピアノを習い、合唱コンクールでは常に伴奏だったことから、コンクールで歌ったことがない。
- 昔からGReeeeNのファンで、GReeeeNのファンクラブ、GReeeeN Landの会員でもある。
- エビアレルギー。
- P-famの中では末っ子的存在。

### しょーやおぢさん（ショーヤオヂサン、7月6日）
- ベースとボーカル担当。P-famのリーダー。見た目から「しょーやおぢさん」と呼ばれる。
- P-famの立ち上げ人であり、真面目な性格からリーダーを任されるが、実際は他メンバーがやりたくない仕事を押し付けられている。
- 動画編集が得意でP-famのYouTubeの動画編集を全てこなし、外部からの編集の仕事も受けている。
- 元ラーメン屋の店長のため、つけ麺を食べるときはまず麺だけを食べ、製麺所も気にする。
- 海鮮アレルギー。
- P-famの中ではおぢさん的存在。

## 旧メンバー
ピーター
- シンセサイザーを担当。メンバーからは「ピーターローズカーニバルサンシャインブラザーズエックスボックス」と呼ばれている。
- P-famのPはもともと「ピーター」のPである。
- 「CHAMP-FULL」のジャケットになっている。
- 2018年から、P-famのスタッフとして活動している。
- P-famの中ではペット的存在。

## 来歴
2009年

読谷高校の友達と高校1年生の時、文化祭のために現メンバーを含めた7人でP-famを結成。当時のP-famではレン様がドラム、ともくん、しょーやおぢさん、りょーちんがボーカルを担当。ORANGE RANGEのコピーバンドをしていた。また、レン様はテニス部、ともくん、しょーやおぢさんはサッカー部、りょーちんはバレー部で活動していた。
2012年

読谷高校を卒業。メンバーそれぞれがそれぞれの進路に。
2015年

しょーやおぢさんの呼びかけにより再結成。
楽器隊がレン様以外集まらなかったためりょーちんとしょーやおぢさんが楽器を購入。現メンバーでのP-famがスタートする。
2016年

5月3日、沖縄音楽市2016に出演。

9月24日、1stシングル「ときめきサイダー」を発売。

オキラジで自身の冠ラジオ番組『P-POP TIME』が開始。

12月4日には桜坂セントラルにて初ワンマンを開催、インディーズ史上最多動員数で大成功を収める。
2017年

4月にアメリカから帰国したピーターがシンセサイザーとして加入。

沖縄国際映画祭、5月には沖縄音楽市、7月にはPEACEFUL LOVE ROCK FESTIVALに出演。

8月11日、1stアルバム「CHAMP-FULL」をリリース。同日にリリースイベントを美浜カーニバル前広場にて開催。

琉球ゴールデンキングスのオープン戦のハーフタイムショーに出演。

12月9日、2ndワンマンライブ「FULL THROTTLE」を沖縄インディーズバンドとしては初となるミュージックタウン音市場にて開催。
2018年
10月14日に「WONDER WONDER」をYouTubeにて公開。

ミックスをGReeeeNを手がけるプロデューサー、JINが手がけ、MVの監督を山下歩が担当した。

11月11日に3rdワンマンライブ「KNOCKING」をミュージックタウン音市場にて開催。
ハイスピードボーイズに所属することを発表。
2019年
ORANGE RANGE主催のイベント、テレビズナイトに出演。
事務所所属後、初となるアルバム「はんPねぇぇぇ!!!!」をリリース。

## ディスコグラフィー
2016年9月24日
1stシングル「ときめきサイダー」
2017年8月11日
1stアルバム「CHAMP-FULL」
2019年4月28日
2ndアルバム「はんPねぇぇぇ!!!!」